# Plagiodial
Plagiodial ist ein monocyclisches Monoterpen mit zwei Aldehydgruppen, welches zur Gruppe der Iridoide gehört. Es hat drei Stereozentren, demzufolge gibt es theoretisch acht unterschiedlichen stereoisomeren Formen. Plagiodial und dessen Stereoisomere findet sich in den Wehrsekreten einiger Käferarten.